# Estadio Río Acaray
El Estadio Río Acaray (también llamado Estadio del 4 de Octubre) es un estadio de fútbol de Paraguay situado en el municipio de Hernandarias, en el departamento de Alto Paraná. Es propiedad del Club Social y Deportivo 4 de Octubre, de tercera división y posee una capacidad para 2000 espectadores.
El predio cuenta con una pequeña cancha auxiliar para entrenamientos, y se encuentra ubicado a 4 km del centro urbano de Hernandarias y a 2 km de la ruta PY07, en la zona conocida como Barrio San Francisco.

## Origen del nombre
El estadio recibe el nombre de Río Acaray, porque se encuentra cerca del río Acaray y de la Represa de Acaray, los cuales sirven de divisoria entre Hernandarias y Ciudad Del Este. El término "Acaray" viene del guaraní "Akara y" que significa "río de los Akará" los cuales son unos peces que habitan en dichas aguas. El predio también es llamado popularmente como el Estadio del 4 de Octubre por el nombre del club.